# Chitighaz
Chitighaz (denumit și Chitihaz sau Sfânta Ana; în maghiară Kétegyháza) este un sat în districtul Gyula, județul Békés, Ungaria, având o populație de 3.858 de locuitori (2011).

## Demografie
Componența etnică a satului Chitighaz
     Maghiari (70,03%)
     Români (23,19%)
     Romi (4,57%)
     Germani (1,46%)
     Necunoscut (0,27%)
     Alții (0,49%)
Componența confesională a satului Chitighaz
     Romano-catolici (21,46%)
     Fără religie (20,4%)
     Ortodocși (19,39%)
     Reformați (4,82%)
     Luterani (1,19%)
     Necunoscută (31,52%)
     Alte religii (7,67%)
Conform recensământului din 2011, satul Chitighaz avea 3.858 de locuitori. Din punct de vedere etnic, majoritatea locuitorilor (70,03%) erau maghiari, existând și minorități de români (23,19%), romi (4,57%) și germani (1,46%). Apartenența etnică nu este cunoscută în cazul a 0,27% din locuitori. Nu există o religie majoritară, locuitorii fiind romano-catolici (21,46%), persoane fără religie (20,4%), ortodocși (19,39%), reformați (4,82%) și luterani (1,19%). Pentru 31,52% din locuitori nu este cunoscută apartenența confesională.

În anul 1881 la Chitighaz locuiau 3324 de persoane, dintre care 2101 români, 903 maghiari, 68 germani, 38 slovaci și 214 din alte etnii.